# Lisa Kaltenegger

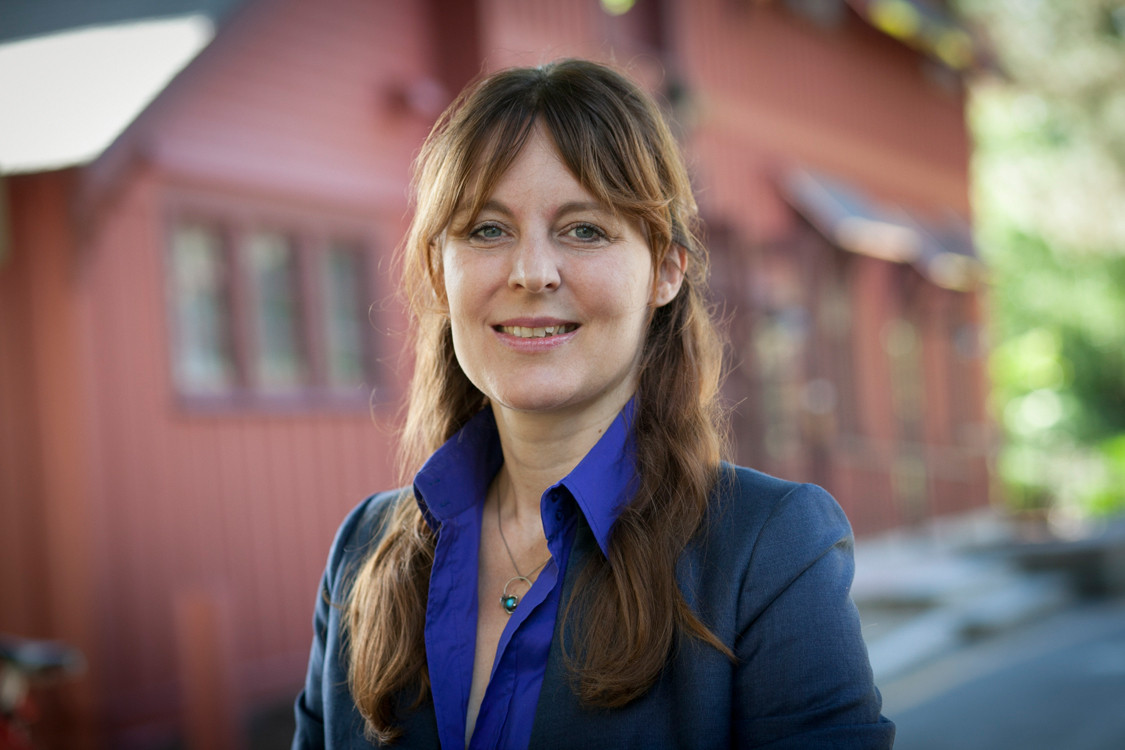
Lisa Kaltenegger (2014)

Lisa Kaltenegger (* 4. März 1977 in Kuchl bei Salzburg) ist eine österreichische Astronomin und Astrophysikerin, die sich mit der Entdeckung und Erforschung von Exoplaneten, Exomonden und Supererden beschäftigt. Seit 1. Juli 2014 ist sie Associate Professor an der Cornell University und Founding director des Carl Sagan Institute. Zuvor war sie am Max-Planck-Institut für Astronomie (MPIA) in Heidelberg (Deutschland) und am Harvard Smithsonian Center for Astrophysics in Boston (USA) tätig.

## Leben und Leistungen

### Ausbildung
Lisa Kaltenegger besuchte das Bundesrealgymnasium in Hallein. Nach der Matura im Jahr 1995 inskribierte sie Film- und Medienkunde, Technische Physik, Astronomie, Betriebswirtschaft mit Japanisch und arbeitete als Übersetzerin. 1999 schloss sie das Studium der Astronomie mit der Diplomarbeit zum Thema Extrasolar planet search: Formation of planets and detection methods (Extrasolare Planetensuche: Bildung von Planeten und Nachweisverfahren) an der Karl-Franzens-Universität Graz (M.Sc.) und im Jahr 2002 das Studium der Technischen Physik mit Spezialisierung auf Biophysik und Biomedizin mit der Diplomarbeit zum Thema Optical tweezers – application of optical traps in medicine and biology: A survey and feasability study (Optische Pinzetten – Anwendung von optischen Fallen in Medizin und Biologie. Eine Umfrage und Machbarkeitsstudie) an der Technischen Universität Graz (M. Eng.) ab.
2004 promovierte sie an der Karl-Franzens-Universität Graz auf dem Gebiet der Astronomie mit der Dissertation zum Thema Search for extra-terrestrial planets: The darwin mission. Target stars and array architectures (Suche nach extra-terrestrischen Planeten: Die Darwin-Mission. Zielsterne und Array-Architekturen) mit sub auspiciis.

### Karriere
Danach arbeitete sie für die Europäische Weltraumorganisation (ESA) in den Niederlanden auf der Suche nach extrasolaren erdähnlichen Planeten. Im Alter von 27 Jahren wechselte sie an die Harvard University, wo sie forschte und unterrichtete, bis sie 2010 die Leitung einer siebenköpfigen internationalen Emmy Noether-Gruppe am Max-Planck-Institut für Astronomie in Heidelberg übernahm. Weiterhin ist sie Research Associate (Wissenschaftliche Mitarbeiterin) des Harvard Smithsonian Center for Astrophysics sowie Lecturer (Dozentin) am Harvard Astrophysics Department. Seit 2009 ist sie auch für das NASA Astrobiology Institute sowie die Extrasolar Planet Analysis Group der NASA tätig.
Seit 1. Juli 2014 ist sie Associate Professor (außerordentliche Professorin) an der Cornell University. Seit 2015 ist sie Gründungsdirektorin des dortigen Carl Sagan Institute. Sie ist im wissenschaftlichen Team der Mission Transiting Exoplanet Survey Satellite (TESS).

### Wissenschaftliche Arbeit
Kaltenegger beschäftigt sich speziell mit der Modellierung und Charakterisierung von Atmosphären um erdähnliche Planeten und ihrer Wechselwirkungen mit der Planetenoberfläche. Mittels Analyse atmosphärischer spektraler Fingerabdrücke, d. h. des von Exoplaneten reflektierten Lichts, wird nach Indikatoren, die auf mögliches Leben hindeuten (wie z. B. Wasserstoff und Sauerstoff), gesucht. Ihre Forschergruppe am MPIA war an der Entdeckung von Kepler-62e und Kepler-62f beteiligt, zwei Planeten, die sich in der habitablen Zone befinden.
Im September 2024 war sie im Rahmen der Lise-Meitner-Lectures an der Technischen Universität Braunschweig zu Gast.

### Privates
2014 wurde die mit dem portugiesischen Weltraumtechniker Felipe Pereira verheiratete Physikerin und Astronomin Mutter einer Tochter.

## Auszeichnungen
- Der Asteroid (7734) Kaltenegger wurde am 22. Januar 2008 nach Lisa Kaltenegger benannt.[20]
- 2007 wurde sie vom Smithsonian Magazine als eine von 37 America’s Young Innovators in the Arts and Sciences genannt.[21]
- 2012 erhielt sie den mit 16.000 EUR dotierten Heinz-Maier-Leibnitz-Preis der Deutschen Forschungsgemeinschaft[22][23] und wurde Mitglied der Jungen Akademie.[24][25]
- Im Juni 2014 wurde sie vom Land Salzburg mit dem Christian-Doppler-Preis 2013 ausgezeichnet.[26]
- 2020 wurde sie von der Tageszeitung Die Presse zur Österreicherin des Jahres in der Kategorie Erfolg international nominiert.[27]
- 2024: Lise-Meitner-Lectures[17]
- 2024: Nominierung für das Wissenschaftsbuch des Jahres mit Alien Earths. Auf der Suche nach neuen Planeten und außerirdischem Leben[28][29]
- 2025: Carl-Sagan-Medaille für herausragende Wissenschaftskommunikation der American Astronomical Society[30][31]

## Publikationen (Auswahl)
- 2015: Sind wir allein im Universum? Meine Spurensuche im All (mit Illustrationen von Mandy Fischer). Ecowin, Salzburg 2015, ISBN 978-3-7110-0080-4.
- 2024: Alien Earths: The New Science of Planet Hunting in the Cosmos, St Martin’s Press, 2024, ISBN 978-1-250-28363-4.
  - Alien Earths: Auf der Suche nach neuen Planeten und außerirdischem Leben, übersetzt von Gisela Fichtl, Droemer Verlag, München 2024, ISBN 978-3-426-28424-7.